# Валентинов, Борис Валентинович
Борис Валентинович Валентинов (2 [14] мая 1894, Смоленск — 1976, Москва) — советский скульптор и педагог.

## Биография

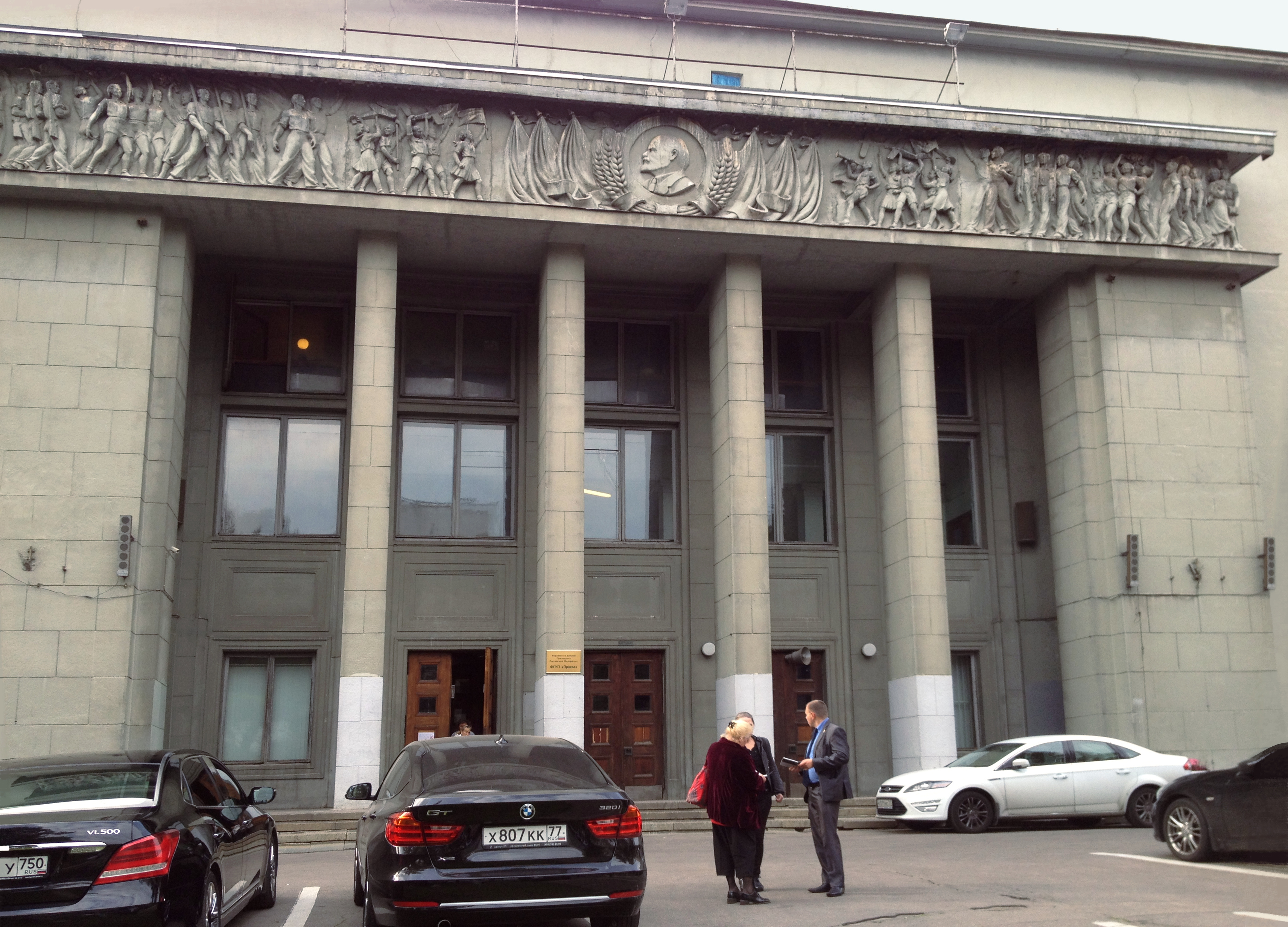
Дом культуры издательства «Правда»

Борис Валентинов родился 2 (14) мая 1894 года в Смоленске. В 1920—1925 годах учился во ВХУТЕМАСе в Москве у Д. Н. Кардовского, Б. Д. Королёва и Д. А. Щербиновского. Выполнил дипломную работу «Жница» («Улыбающаяся крестьянка», гипс тонированный).
Жил и работал в Москве. Принимал участие в выставках с 1925 года. Состоял в Обществе русских скульпторов.
Автор портретов Н. В. Туркина (бронза, 1927), А. М. Горького (гипс тонированный, 1929), профессора Д. А. Рамзаева (гипс тонированный, 1962), композиции «Покушение на Ленина», группы «Карачаевские танцовщицы» (гипс, 1937), «Борьба» (бронза, 1960), фриза Дома культуры издательства «Правда» в Москве, (бетон, 1935, совместно с М. Н. Ивановым, В. Н. Петровым).
В 1937 году Б. В. Валентинов выполнил первый в Москве памятник И. В. Мичурину. Первоначально скульптура стояла в павильоне «Садоводство» ВСХВ, затем была перемещена в Мичуринский сад. Скульптор изобразил Мичурина, рассматривающим плод своего сорта крупноплодной яблони «Бельфлёр-китайка». В 1954 году памятник был заменён новым работы Д. С. Жилова.
В 1927—1929 годах Б. В. Валентинов преподавал в Свердловском художественном техникуме, в 1930—1937 годах — в Московском архитектурном институте (1930—1937), в 1937—1947 годах — в Московском художественно-промышленном училище имени М. И. Калинина, в 1944—1950 годах — в Московском институте прикладного и декоративного искусства (МИПИДИ), в 1950—1956 годах — в Московском высшем художественно-промышленном училище. Имел звание доцента. Среди его учеников скульпторы З. В. Баженова, О. М. Богданова, Ф. В. Викулов, С. И. Герасименко, Ю. С. Динес, М. В. Заскалько, Б. А. Зотов, А. В. Кузнецова, Д. М. Шаховской и Г. Д. Чечулина.
В МИПИДИ доцент Б. В. Валентинов занимал должность декана факультета скульптуры. По отзывам учеников, его нельзя было назвать хорошим преподавателем. Ю. С. Динес отзывался о нём, как об «очень сухом человеке». С. И. Герасименко вспоминал:
Был в МИПИДИ у нас такой преподаватель Валентинов, очень странный. Был он маленького росточка. Ничего не объяснял, только посмотрит на работу, покачает головой и уходит. Его все боялись, конечно. И композицию он тоже у нас вёл и тоже как-то без результата. Хотя в то время мне казалось, что педагогов надо слушать беспрекословно. Даже пожаловались Писаревскому на плохое преподавание Валентинова. Писаревский посоветовал написать заявление о замене педагога.
Умер в 1976 году. Похоронен на Рогожском кладбище.